# Smartwatch
Smartwatch (engleză pentru „ceas inteligent”) este un ceas de mână electronic care poate sa afișeze pe un ecran tactil diferite informații sub formă de text și/sau grafice, să redea muzică, să afișeze e-mail-uri, să preia și să inițieze apeluri, să fotografieze, să arate ora, să colecteze informații de la senzori interni și externi etc.
Ceasurile inteligente sunt în prezent printre cele mai populare produse de tip portabil de pe piață. Conform firmei de cercetare IDC, peste 30 % din produsele portabile sunt ceasuri inteligente.

## Istoric

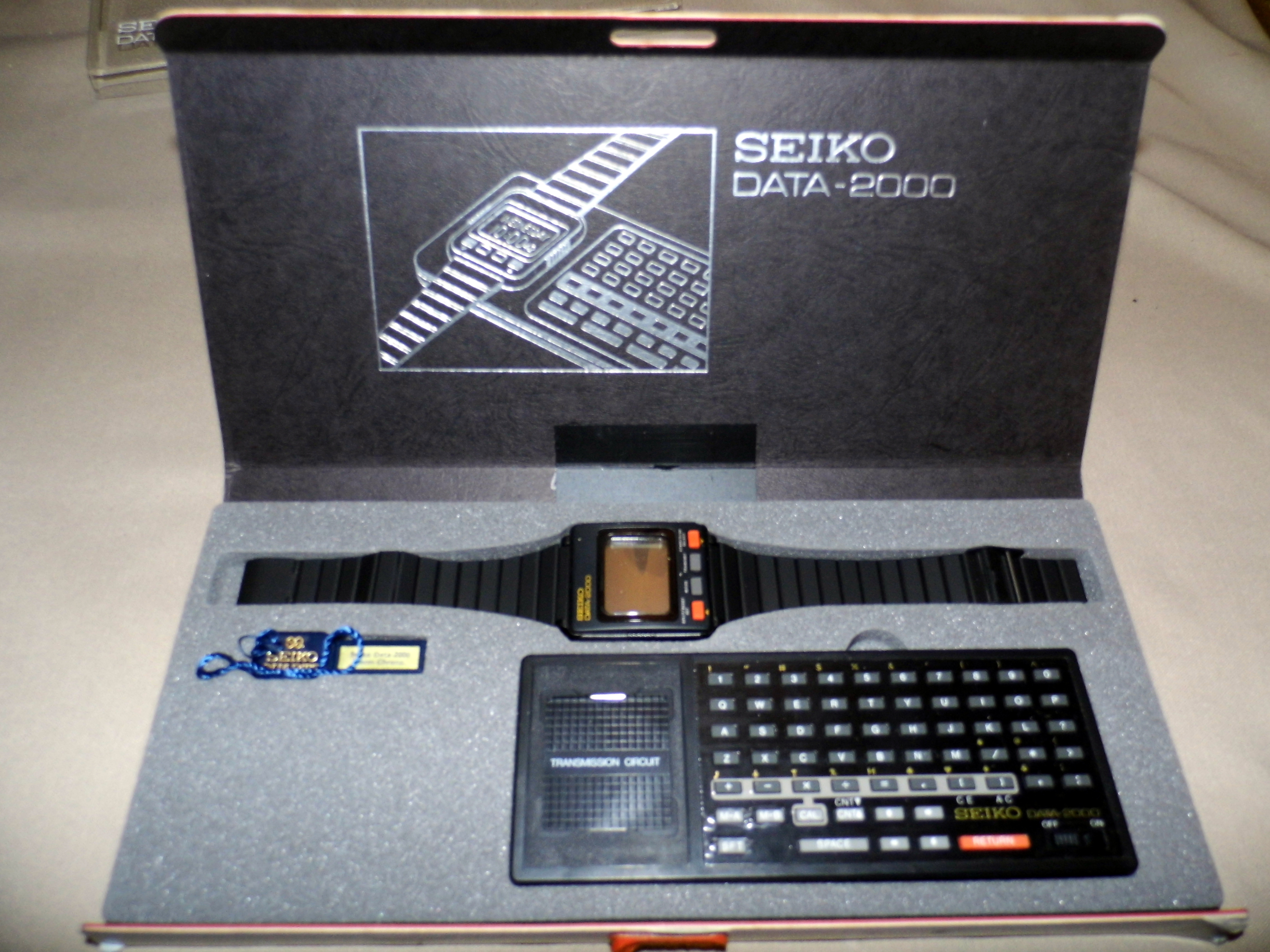
Seiko Data-2000

Pulsar a fost primul ceas digital realizat de compania Hamilton Watch în anul 1972. A devenit o marcă comercială care ulterior, în 1978, a fost achiziționat de Seiko. În 1982 Seiko a lansat un nou ceas “Pulsar”, modelul NL C01, acesta fiind capabil să stocheze 24 de cifre, devenind primul model de ceas cu memorie programabilă. Data 2000 Watch apărut anul următor, putea afișa 2.000 de caractere și era cuplat la o tastatură prin conexiune wireless. 
În 1984 Seiko a lansat modelul RC-1000 Wrist Terminal, acesta fiind capabil să interacționeze cu un computer. În anul 1985 a fost lansat modelul RC-20 Wrist Computer, ceasul având un microprocesor de 8 biți, memorie ROM de 8 KB, memorie RAM de 2 KB, aplicații pentru planificări, notițe și un calculator cu patru funcții. În același an a fost lansat și modelul RC-4000 Graph Data, denumit “cel mai mic terminal de computer din lume”.

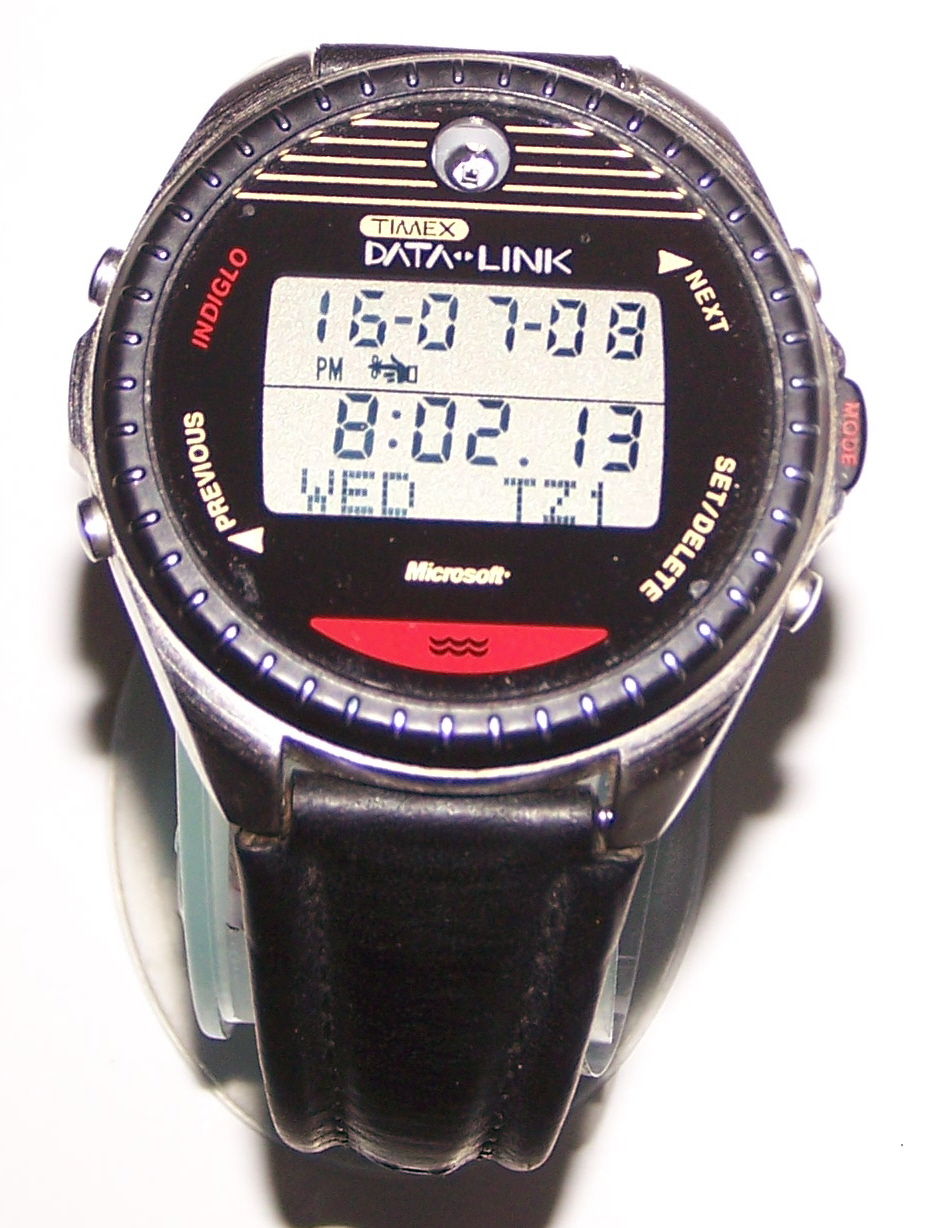
Timex Datalink Model 150

Timex Datalinx a fost introdus în anul 1994. Primele modele puteau realiza un mod de transfer de date wireless pentru a comunica cu un computer personal. Programările și contactele create în Microsoft Schedule+, puteau fi transmise către ceas prin intermediul unui protocol wireless.

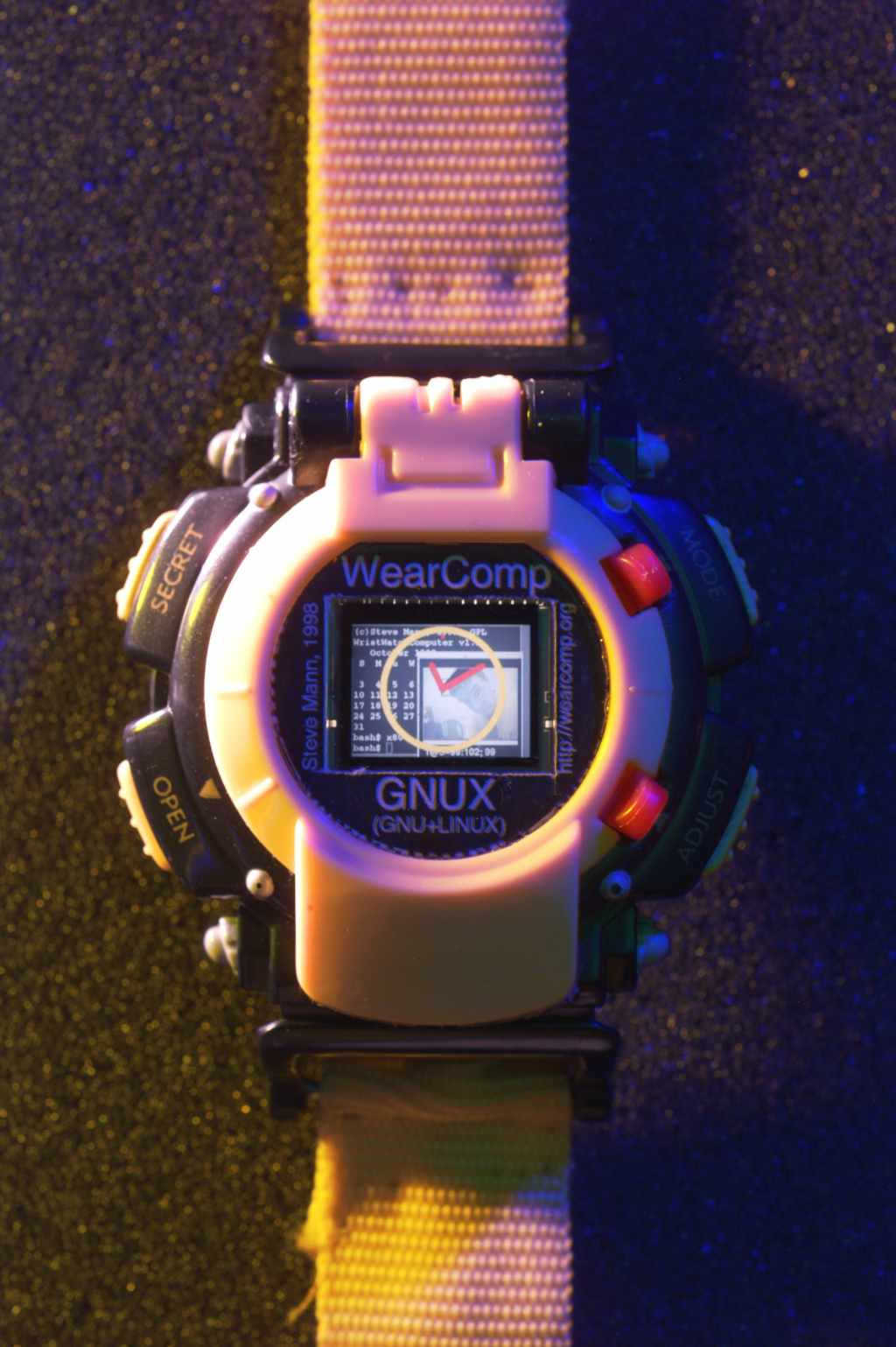
Smartwatch Linux

În anul 1998, Steve Mann a conceput primul ceas inteligent Linux, prezentat la IEEE ISSCC2000, unde a fost numit “tatăl dispozitivelor de calcul la purtator”. Seiko a lansat Ruputer în Japonia - un ceas cu un microprocesor de 3,6 MHz pe 16 biți, memorie flash de 2 MB și memorie RAM de 128 KB. În afara Japoniei, a fost distribuit ca Matsucom onHand PC până în 2006. Acest ceas este uneori considerat primul smartwatch, deoarece a fost primul ceas care oferă afișare grafică monocromă și multe aplicații de la terțe părți. 
În 1999 Samsung a lansat SPH-WP10, un model de smartwatch care avea o antenă proeminentă, un ecran LCD monocrom și un timp de vorbire de 90 de minute cu ajutorul unui microfon și al unui difuzor integrat. În 2009 compania a lansat S9110 Watch Phone cu ecran LCD color de 1,76 inch și o grosime de 11,98 mm.

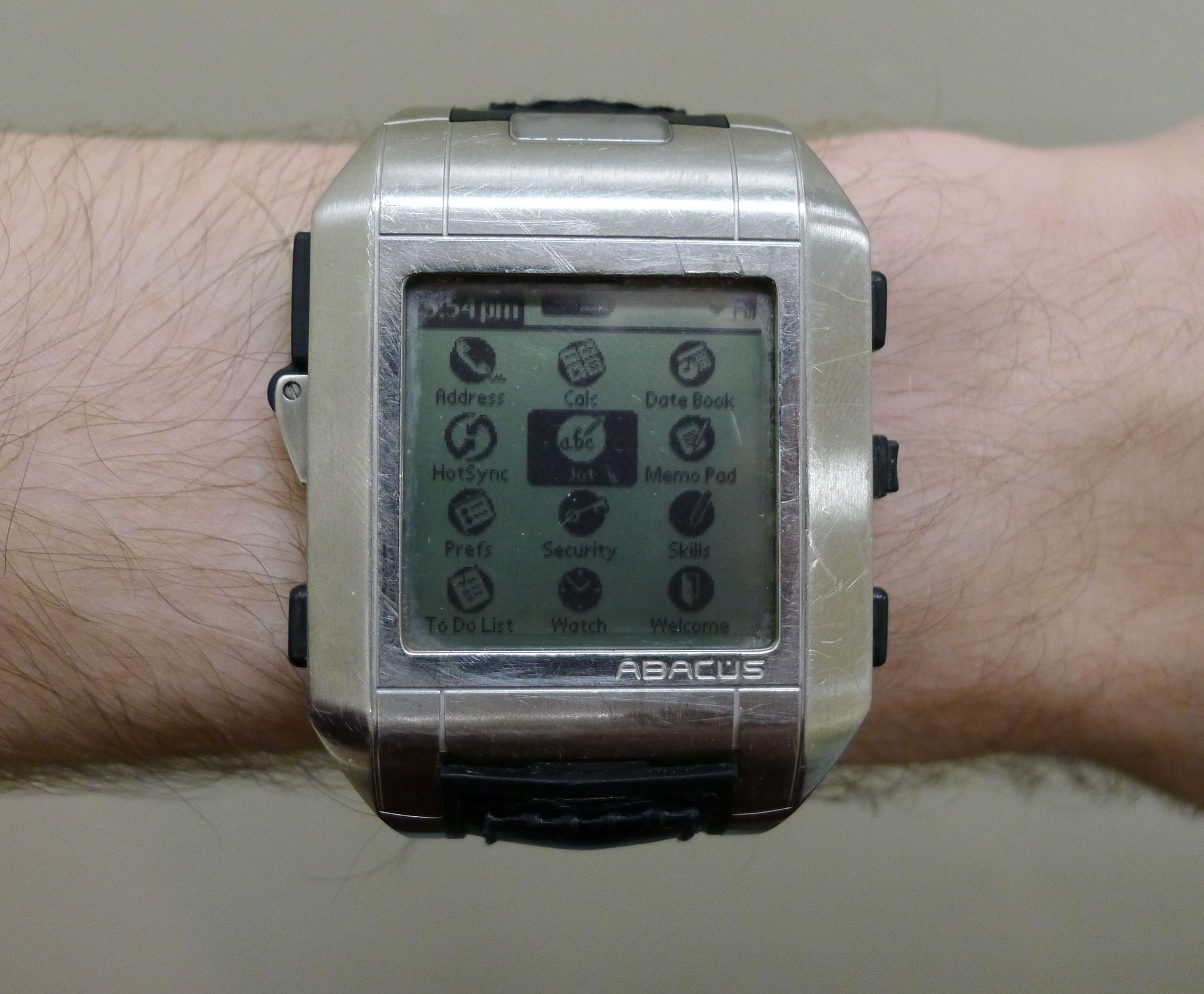
Fossil Wrist PDA

În 2003 a fost lansat Fossil Wrist PDA, un ceas care a rulat Palm OS având 8 MB de memorie RAM și 4 MB de memorie flash. 
Microsoft lansează în 2004 smartwatch-ul SPOT (Smart Personal Objects Technology), o inițiativă a Microsoft de a personaliza aparatele electronice de uz casnic. 
În colaborare cu Fossile Inc., Sony Ericsson a lansat MBW-100, un ceas cu conexiune la Bluetooth care anunța utilizatorul când primește apeluri și mesaje text. 
În 2009, Burg Wearables lansează Burg primul ceas smartphone care are propriul său card SIM și nu necesită conectare la un smartphone. 
Sony Ericsson a lansat în 2010 modelul Sony Ericsson LiveView, un smartwatch cu un display extern Bluetooh pentru smartphone Android.
Pebble Technology Corporation lansează Pebble în 2012, un smartwatch inovator cu ecran LCD alb/negru de 32 mm și 144 × 168 pixeli fabricat de Sharp. Alte caracteristici includeau un motor vibrator, magnetometru, senzori de lumină ambientală, accelerometru, comunicare prin Bluetooth cu un dispozitiv Android sau iOS, rețele de socializare, e-mail, GPS, rezistență la apă de 5 atm. 

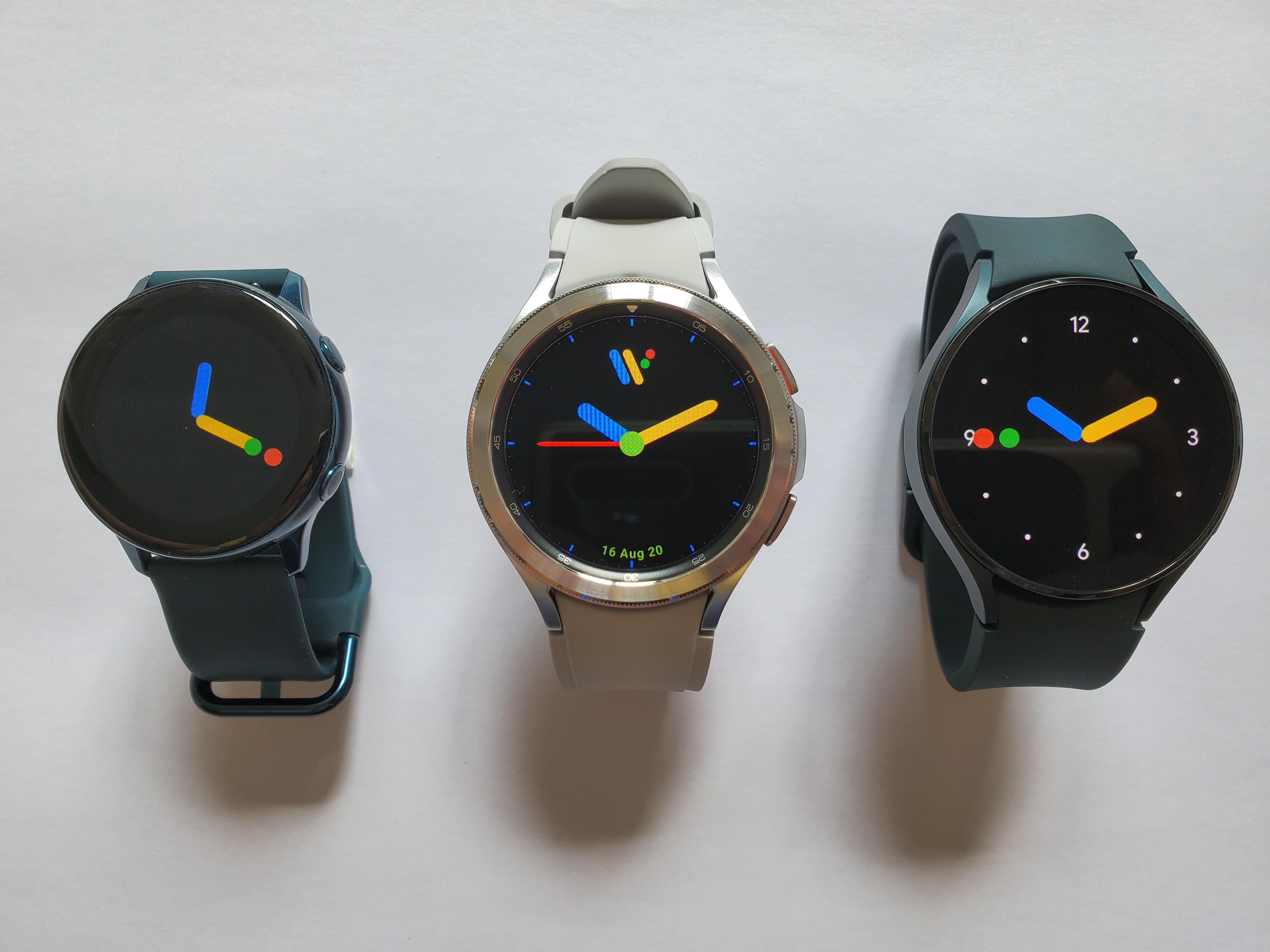
Samsung Galaxy Watch

Începând cu anul 2013, un număr mare de noi modele smartwatch au fost lansate de la diverse companii precum Acer, Alcatel (OneTouch), Apple (Apple Watch), Asus (ZenWatch), Casio (WSD-F20), Google (Android Wear), LG (G Watch), Microsoft (Microsoft Band), Motorola (Moto 360), Samsung (Galaxy Gear), Razer (Nabu Watch), Sony (SmartWatch), TAG Heuer Connected, Toshiba etc.

## Tipuri
Deși piața este în continuă schimbare, iar companiile producătoare încearcă în permanență să aducă noi modele, ceasurile inteligente pot fi împărțite în mai multe categorii:
După utilizări și funcții:
- Sport: Funcțiile includ pedometru, distanțele parcurse, numărul de ture și a vitezei de alergare, consumul de calorii, prognoza meteo, busolă, GPS, altimetru, barometru etc
- Sănătate: monitorizarea ritmului cardiac, temperaturii corpului, somnului, asistent de nutriție, dieta zilnică, aplicații pentru reducerea stresului, relaxare și meditație, agresivitatea soarelui
- Securitate: includ GPS, apeluri de urgență și control parental
- Alerte: sincronizarea cu smartphone pentru alerte prin SMS, apel sau e-mail și memento.

După modul de conectare:
- Smartwach pereche: acestea trebuie să fie conectate la un smartphone pentru a funcționa la potențial maxim.
- Smartwatch independent: se pot conecta la smartphone, dar funcționează la capacitate maximă și fără. Au suport dedicat pentru cartelă SIM,  se poate apela un număr, trimite SMS-uri și naviga pe internet.
- Smartwach clasic: sunt ceasuri clasice cu unele funcții de smartwatch. Cele mai multe au un ecran mic, pe care se pot vedea notificări de mesaje primite sau alerte, iar numărul de funcții este limitat.

## Caracteristici

### Hardware

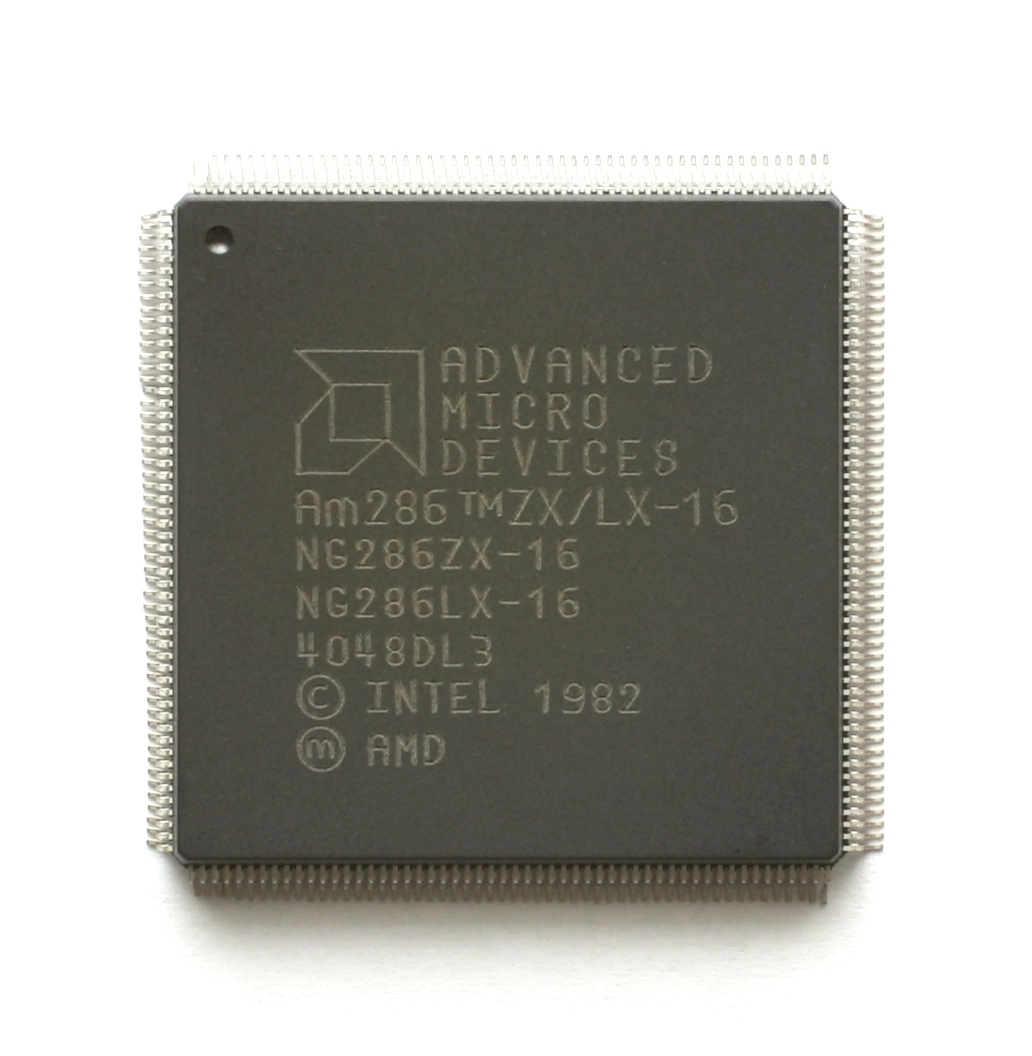
Microprocesor AMD Am286ZX/LX dintr-un SoC

- System-on-chip (SoC): Noile modele de ceasuri inteligente, integrează majoritatea elementelor hardware (microcontroler, memorie ROM/RAM, interfață grafică), și software (sistem de operare, aplicații), într-un singur circuit integrat. 
  - Microcontroler: controlează microprocesorul, chipset-ul Bluetooth, procesor grafic, senzorii. De asemenea toate funcțiile sunt gestionate de microcontroler.
  - Microprocesor: Cele mai multe modele de ceasuri inteligente funcționează cu microprocesoare ARM (Advanced Risc Machines). Smartwatch-urile produse în China folosesc, de regulă, microprocesoare MediaTek.
  - Memorie ROM/RAM, EEPROM și Flash,  microSD
  - Interfețe de comunicare externă : Bluetooth, Wi-Fi, USB și NFC
  - Controler de periferice multimedia: video, audio, aparat de fotografiat, cartelă SIM

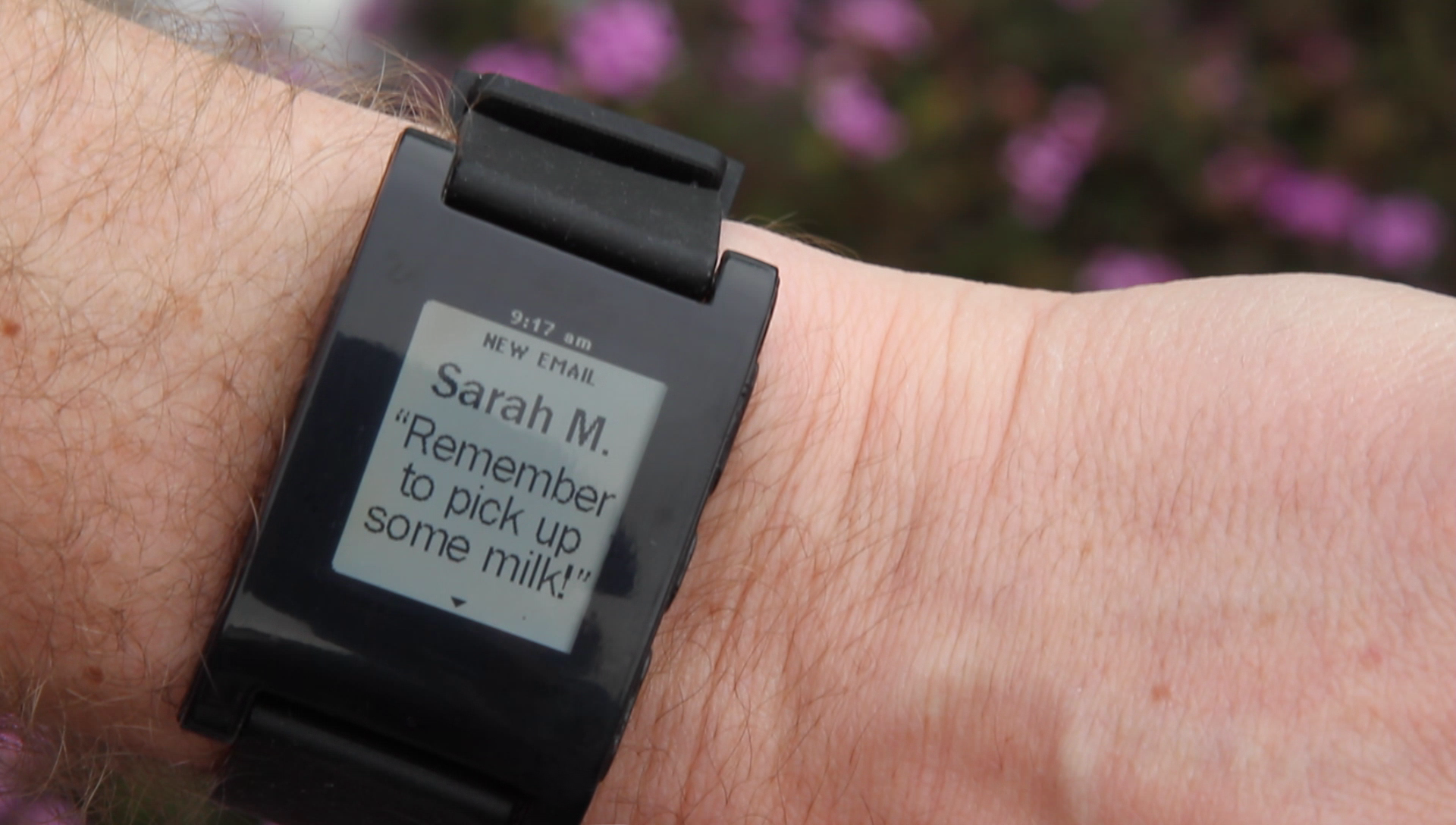
Pebble E-Paper Watch

- Ecran tactil: Cele mai frecvent utilizate ecrane pentru ceasurile inteligente sunt în prezent E Ink (E-Paper) și LCD datorită consumului redus de energie. Alte tipuri de ecrane utilizate sunt Sharp Memory LCD și OLED. De asemenea Qualcomm a introdus un ecran cu tehnologia MEMS (Mirasol), iar Samsung a introdus propriul ecran „soft screen”.
- Acumulator: Cele două tipuri principale de baterii folosite în ceasurile inteligente sunt Li-ion și Li-Polymer. Bateriile din polimeri au o capacitate mai mare de alimentare. Sunt folosite și noi tehnologii de încărcare, cum ar fi încărcarea WiFi și încărcător solar.
- Senzori: Reprezintă principalul mijloc prin care ceasurile inteligente introduc datele. Senzorii pot fi:
  - Senzori de mișcare: pedometru, accelerometru, busolă,  magnetometru , giroscop, barometru, GPS
  - Biosenzori: glucometru, ritm cardiac, tensiune arterială, ECG, EMG, temperatura corpului
  - Senzori de mediu: temperatură și umiditate, gaze, PH, UV, lumină ambientală, particule de praf, barometru, altimetru, microfon.[6]

### Sistem de operare
Cele mai des folosite sisteme de operare pentru ceasurile inteligente sunt:
- Asteroid OS, un sistem de operare independent bazat pe Linux, realizat special pentru smartwatch-uri cu hardware limitat.[7]
- Pebble OS, utilizat de ceasurile Pebble
- Sailfish OS, bazat pe Linux, pentru smartwatch și alte dispozitive
- Tizen, bazat pe Linux folosit de Samsung Gear
- WatchOS, proprietar folosit de Apple Watch
- Wear OS, inițial Android Wear, dezvoltat de Google

### Aplicații
Ca și pentru smartphone, există o mulțime de aplicații care adaugă diferite capabilități unui smartwatch. Pentru ceasurile cu Wear Os (Android OS) sau Watch OS, acestea pot fi descărcate din librăriile Google Play sau Apple Store.